# Asperula hercegovina
Asperula hercegovina là một loài thực vật có hoa trong họ Thiến thảo. Loài này được Degen mô tả khoa học đầu tiên năm 1890.